# Cıdır Düzü

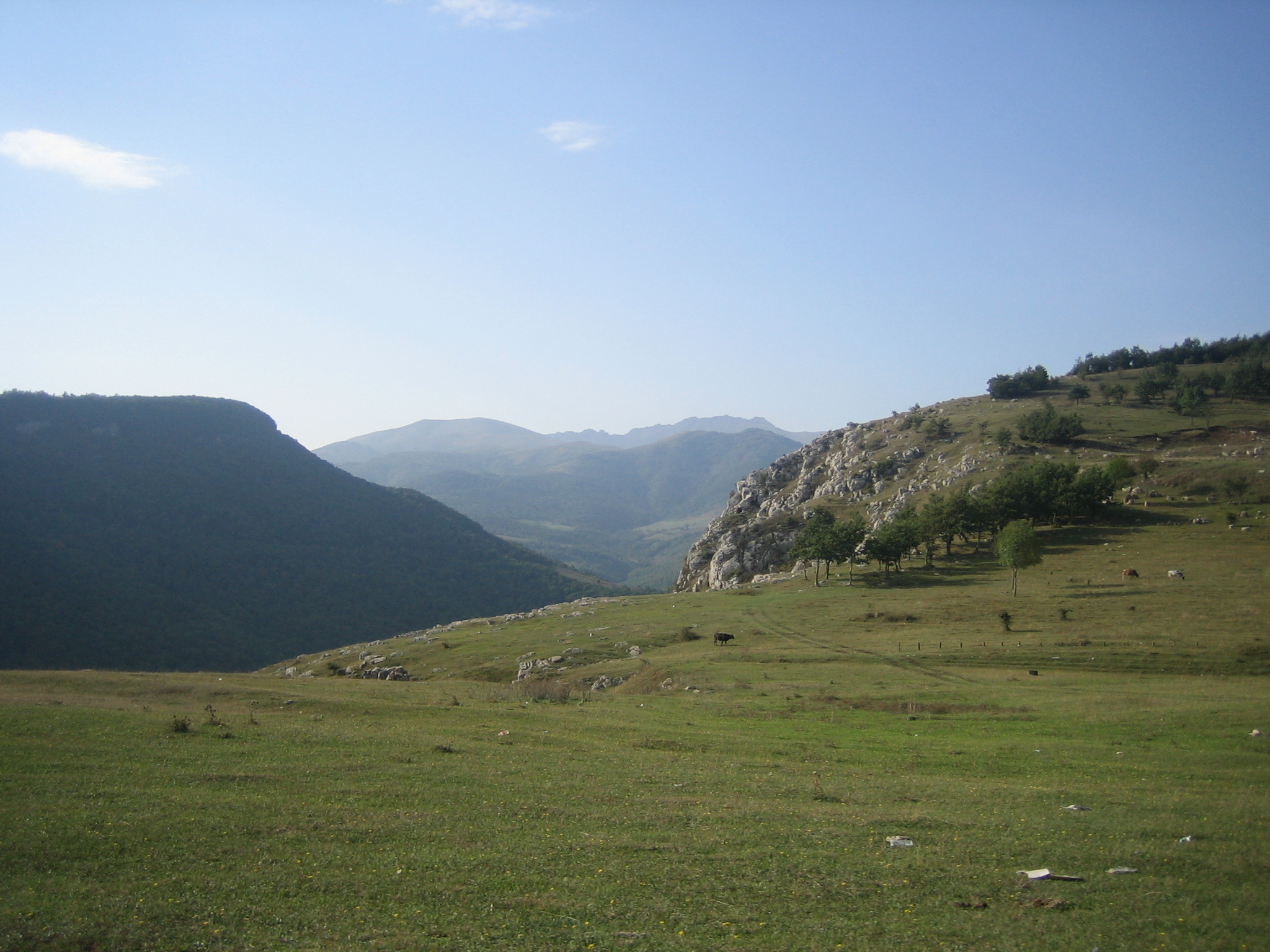
Das Dschidir-Flachland über der Daschalty-Schlucht

Cıdır Düzü (eingedeutscht Dschidir Düsü oder besser Dschydyr Düsü) ist ein Flachland am Rande der Stadt Şuşa in der Region Bergkarabach. 

## Geographische Lage
Die Stadt Şuşa erhebt sich im Westen 1800 und im Osten 1400 Meter über dem Meeresspiegel. Die relativ flache, jedoch höher gelegene Ebene Cıdır Düzü befindet sich im südlichen Stadtteil. Sie liegt neben einer Daschalti (aus dem Aserbaidschanischen: Unter dem Stein) genannten Schlucht. Ein Wanderweg am Rande des Plateaus führt zu den sogenannten „Girch Pillakan“ (aus dem Aserbaidschanischen: 40 Stufen). Diese wiederum dienen als Wegweiser zum Fluss Daschalti. Am Abstieg zum Fluss befindet sich die uralte Höhle „Chäsina Gala“ (Festung der Schätze).

## Bedeutung
Während der Herrschaft des Khanats Karabach und in Zeiten des Zarenreiches wurden im Falchland Cıdır düzü regelmäßige Wettbewerbe im Ringen veranstaltet. In der Sowjetzeit war der Ort unter anderem Schauplatz von aserbaidschanischen Festen (etwa Nowruz) und Sportveranstaltungen. Zudem diente Cıdır düzü als Rennbahn für die traditionelle Pferdesportart Chovkan oder als Platz für Begrüßungszeremonien internationaler Gäste.